# Hanley Castle
Hanley Castle est une paroisse civile et un village du Worcestershire, en Angleterre.